# Ænima
Az Ænima a Tool nevű amerikai együttes második stúdióalbuma.1996. október 1-én jelent meg CD formában, illetve egy héttel korábban hanglemezen.2003. március 4-én háromszoros platinalemez lett.Az album neve Adam Jones szerint a latin "anima" és "enema" szavakból lett összekapcsolva.Egyes rajongók szerint John Crowley "Ægypt" című könyvére utal.
Az "Ænema" és "Stinkfist" című számokhoz videóklip készült.Az "Ænema"-ért a banda 1998-ban Grammy-díjat kapott. A lemezt 2017-ben a Rolling Stone magazin Minden idők 100 legjobb metalalbuma listáján a 18. helyre rangsorolta.
A lemezen lévő számok közül van amelyik csak rövid átvezető amik hosszabb számokhoz kapcsolódnak.Ezek a "Useful Idiot", "Message to Harry Manback", "Intermission", "Die Eier Von Satan", "Cesaro Summability", és "(-) Ions". Az albumot többek közt az egyiptomi hitvilág és mitológia inspirálta.

## Albumborító
Az album borítóját Grammy-díjra jelölték jelölték.Az észak-amerikai csomagolásban a CD-hez mellékelt képek a tokban elhelyezett lencsének köszönhetően úgy tünnek, mitha térben lennének.Az európai kiadásban ezek a képek nem találhatók meg, továbbá dalszövegek helyett kitalált Tool albumok borítóit tartalmazza.

## Az album dalai
Az összes dalt Keenan/Jones/Chancellor/Carey írta, kivétel ahol fel van tüntetve.
1. "Stinkfist" (Keenan/Jones/Carey/D'Amour) – 5:11
2. "Eulogy" (Keenan/Jones/Carey/D'Amour) – 8:28
3. "H." – 6:07
4. "Useful Idiot" – 0:38
5. "Forty Six & 2" – 6:04
6. "Message to Harry Manback" – 1:53
7. "Hooker With a Penis" – 4:33
8. "Intermission" – 0:56
9. "jimmy" – 5:24
10. "Die Eier von Satan" – 2:17
11. "Pushit" (Keenan/Jones/Carey/D'Amour) – 9:55
12. "Cesaro Summability" – 1:26
13. "Ænema" (Keenan/Jones/Carey/D'Amour) – 6:39
14. "(-) Ions" – 4:00
15. "Third Eye" (Tool/Hicks) – 13:47 listen

## Fordítás
- Ez a szócikk részben vagy egészben  a(z)   Ænima című angol Wikipédia-szócikk fordításán alapul.  Az eredeti cikk szerkesztőit annak laptörténete sorolja fel. Ez a jelzés csupán a megfogalmazás eredetét és a szerzői jogokat jelzi, nem szolgál a cikkben szereplő információk forrásmegjelöléseként.